# Distrito de Atavillos Bajo

Provincia de Huaral en el Departamento de Lima

El distrito de Atavillos Bajo es uno de los doce que conforman la provincia de Huaral, ubicada en el Departamento de Lima, bajo la administración del Gobierno Regional de Lima, en el norte de la capital de Perú.  Limita por el norte con los distritos de San Miguel de Acos y el Atavillos Alto; por el este con la Provincia de Canta; por el sur con el distrito de Sumbilca; y, por el oeste con el Distrito de Lampían.
Dentro de la división eclesiástica de la Iglesia Católica del Perú, pertenece a la Diócesis de Huacho

## Historia
La presencia del pueblo de los Atavillos se remonta al período Inca cuando éstos se repliegan del imperio y se asientan en la meseta del Bombón en Cerro de Pasco.
Luego de la conquista, estos territorios fueron visitados por los colonos y repartidos posteriormente entre los representantes de las encomiendas. Entre ellos figuran Hernando Pizarro (1533). Nicolás de Rivera “el mago” que en 1534 visitó por primera vez la zona de los atavillos.
En 1570 el Virrey Toledo reconoce las tierras de la Reducción de San Agustín.
No obstante, las fechas más claras de la fundación de Huayopampa se remonta al 14 de octubre de 1727 y la ratificación el 24 de noviembre de 1751 como San Agustín de Pariac. 
Al producirse la Emancipación, al transformarse los partidos en provincias y las reducciones en distritos, se creó la Provincia de Canta, y Atavillos Bajo pasó a ser uno de sus distritos, por Reglamento Provisorio del 12 de febrero de 1821, dado por el Libertador José de San Martín, y confirmado por Ley del 2 de enero de 1857, dada por el presidente Ramón Castilla.
El 11 de mayo de 1976 mediante Ley N.º 21488 de creación de la Provincia de Huaral, suscrita por el presidente Francisco Morales Bermúdez, pasó a formar parte de la provincia recién creada.

## Geografía
El distrito de Atavillos Bajos tiene una superficie de 164,89 km² y se encuentra ubicado en la quebrada de Añasmayo a la margen izquierda del río Chancay a unos 45 km de la capital de la provincia.
El territorio del distrito abarca desde Huataza en la parte baja hasta la punta frente a la cordillera Occidental.
Su capital es el pueblo de San Agustín de Huayopampa que está ubicado a 1869 m s. n. m.

## Demografía
La población censada en el año 2007 en el distrito es de 1.374 habitantes.

## Comunidades campesinas
Las comunidades campesinas reconocidas de Atavillos Bajos suman cuatro:
- San Agustín de Huayopampa.
- Pallac.
- La Perla Chaupis.
- La Florida.

## Autoridades

### Municipales
- 2019 - 2022[3]
  - Alcalde: Pablo Humberto Mendoza Soto, de Alianza para el Progreso.
  - Regidores:

  1. Giovanna Isabel Díaz Espinoza (Alianza para el Progreso)
  2. Máximo Gilmar Arteaga Caro (Alianza para el Progreso)
  3. Herbert Humberto Vidal Salas (Alianza para el Progreso)
  4. Karol Maricela Poma Gutiérrez (Alianza para el Progreso)
  5. Sabino Soto Gálvez (Movimiento Regional Unidad Cívica Lima)

Alcaldes anteriores
- 2015 - 2018:[4] César Luis Bautista Florentini, Movimiento Fuerza Regional (FR).
- 2011 - 2014:[5] David Carlos Poma Vega, de Fuerza Regional. (FR).
- 2007 - 2010: Julio Celedonio Advíncula.

### Policiales
- Comisaría de Huaral
  - Comisario: Cmdte. PNP. Robinson Panduro silva.[6]

## Educación

### Instituciones educativas
N.º 20265 Los Atavillos

## Turismo
Destacan las zonas arqueológicas de Rúpac, Añay y Racsa 

### Zona arqueológica de Rúpac

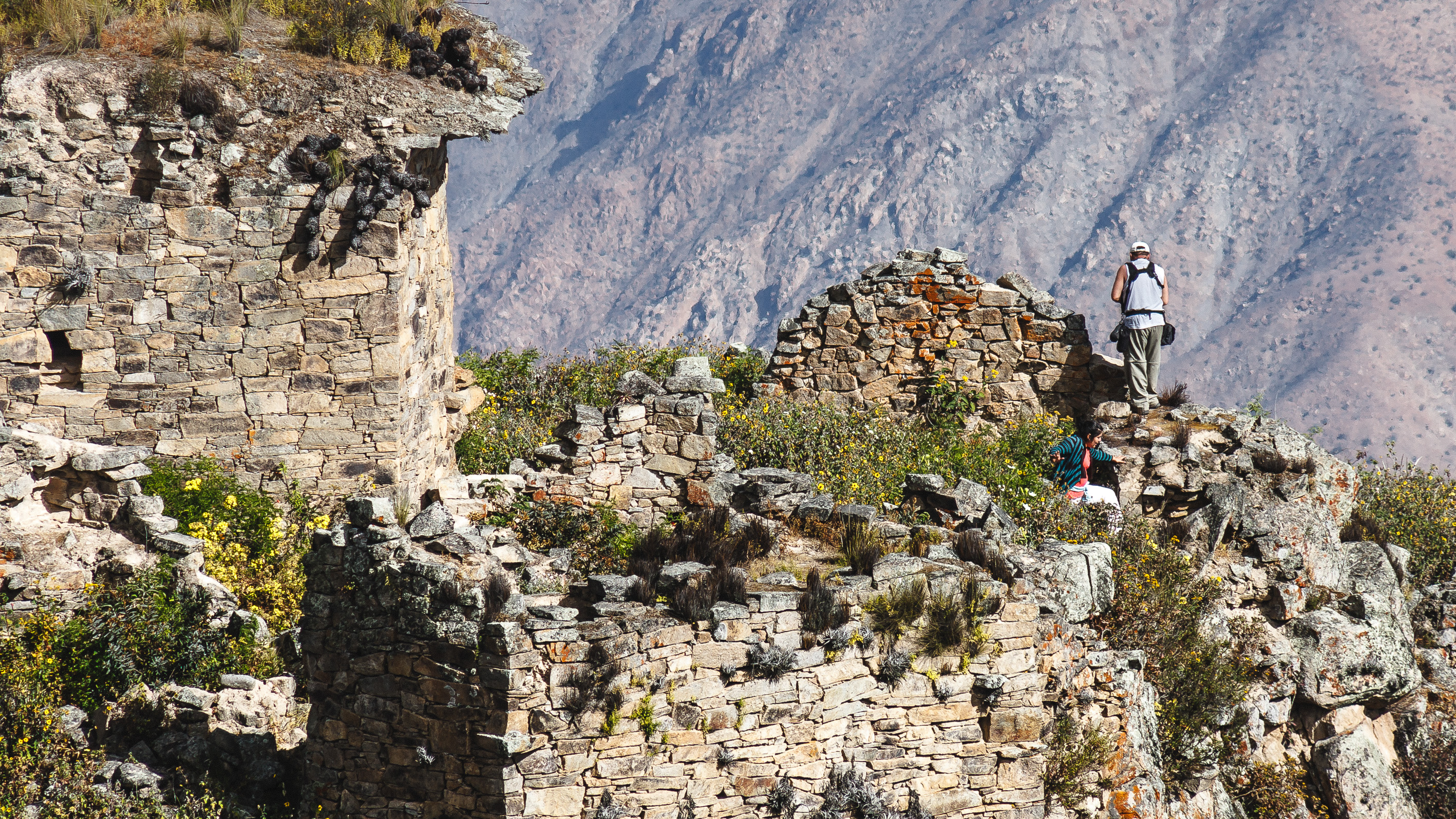
Marca Cullpi.

Ubicada sobre una colina de la serranía del valle a 3 580 m s. n. m., es considerada la joya arquitectónica del Reino de los Atavillos (Periodo Intermedio Tardío / 1 100 - 1 440 d. C.). Dentro de una gran muralla que la circunda, se encuentran un palacio principal de forma pentagonal denominado Marca Cullpi y elevadas construcciones de piedras rectangulares de hasta tres niveles, con entradas pequeñas y sistema de ventilación efectivos, triples cornisas, hornos o chimeneas, almacenes y habitaciones subterráneas, que en su mayoría conservan intactos sus techos hechos de lajas de piedra que impiden la entrada de la luz del sol ni el agua de las lluvias, así como terrazas escalonadas. Sus paredes interiores tienen piedras sobresalientes a manera de colgadores y un color rojizo predominante. 
Según se puede notar, alguna vez todo Rúpak tuvo este color y en las tardes con la puesta del sol resplandecía como una llamarada. De allí proviene el nombre Lúpac, que en aimara quiere decir llamarada roja y que con el proceso de castellanización llega a nosotros como Rúpac. Se cree que tuvo fines militares y religiosos. Militares por su diseño defensivo y por la estratégica ubicación que permite vigilar grandes zonas, y religioso pues en las partes superiores aún se aprecian vanos que servían para ubicar a sus ídolos. En tiempos posteriores llegó a ser una necrópolis para la población indígena, hasta que asumida la nueva religión, se obligó a los pobladores a enterrar a sus muertos de manera cristiana. Esta cultura tiene orígenes altiplánicos y llegó a esta zona como parte del expansión del imperio Wari - Tiawanaku. Al decaer este imperio, el antiguo Perú quedó dividido en diversos señoríos hasta que los Incas los sojuzgaron mediante guerras o convenios. Al decaer el imperio Inca, cien años después, con la llegada de los conquistadores europeos y luego de su frustrado ataque a la ciudad de Lima (1536) junto a las tropas cuzqueñas, la clase militar y la nobleza se replegaron hacia las zonas de selva alta pues previeron la venganza de los españoles y sus aliados indios. Luego de eso el pueblo atavillo quedó a merced de los nuevos gobernantes.

### Reino de los Atavillos
Al igual que Rupak, todavía quedan importantes vestigios de la grandeza de este pueblo, como la fortaleza de Sinchipampa en Arahuay, Canta Marca, el adoratorio de Añay (donde al parecer se realizaban sacrificios humanos) y la ciudad de Chiprac, capital del reino de los Atavillos. 
También está Carihuaín, el Huampón, la tumba del último curaca atavillano en Huillcatampu, entre otros restos arqueológicos, que aun siendo más pequeños informan sobre su sistema militar, religioso y político, pero sobre todo dan cuenta que debieron recibir mayor atención por parte de los historiadores, arqueólogos y otros estudiosos tal como lo han hecho con otras importantes culturas prehispánicas.

## Festividades
- Señor de los Milagros